# Thonstetten

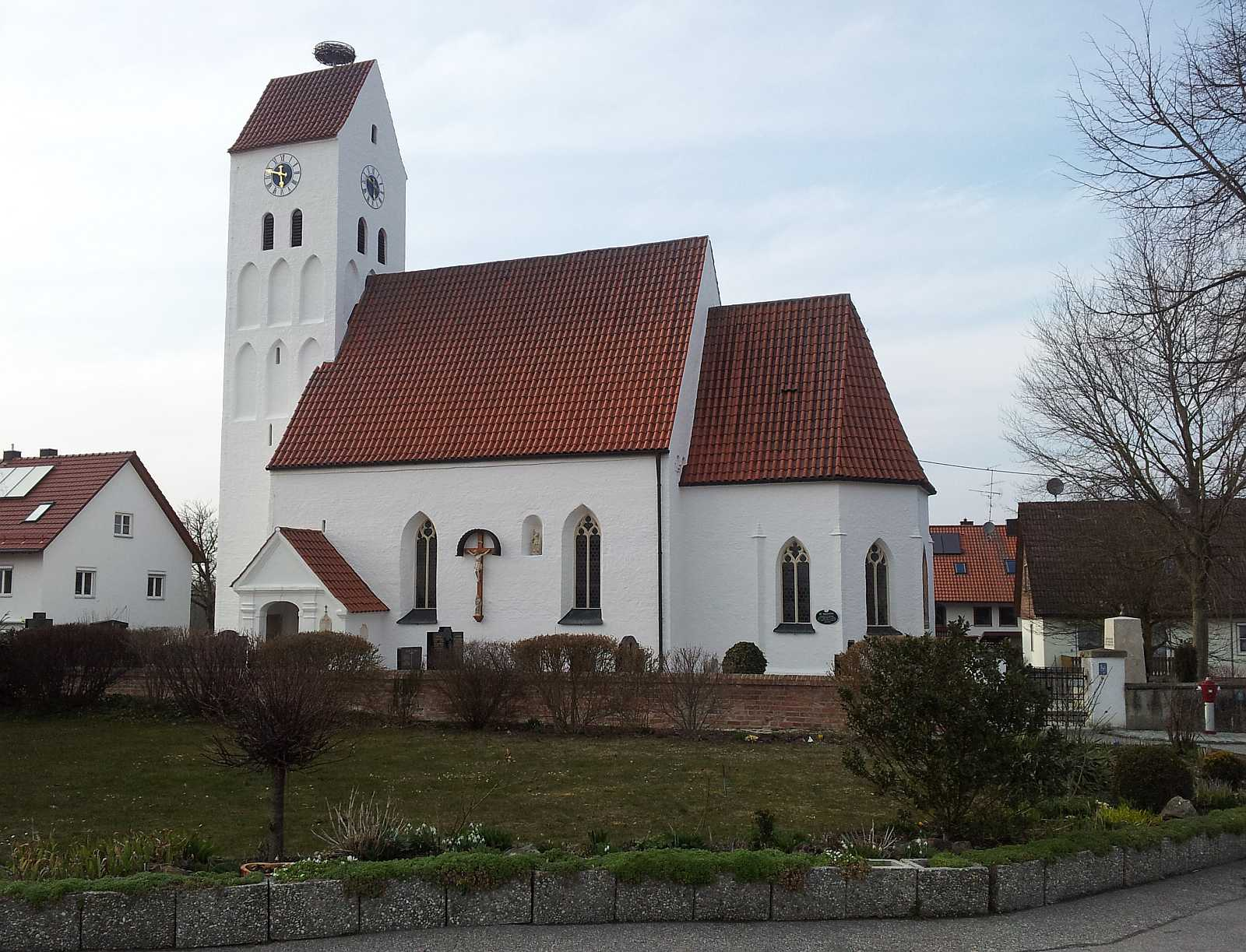
Kirche St. Valentin in Thonstetten

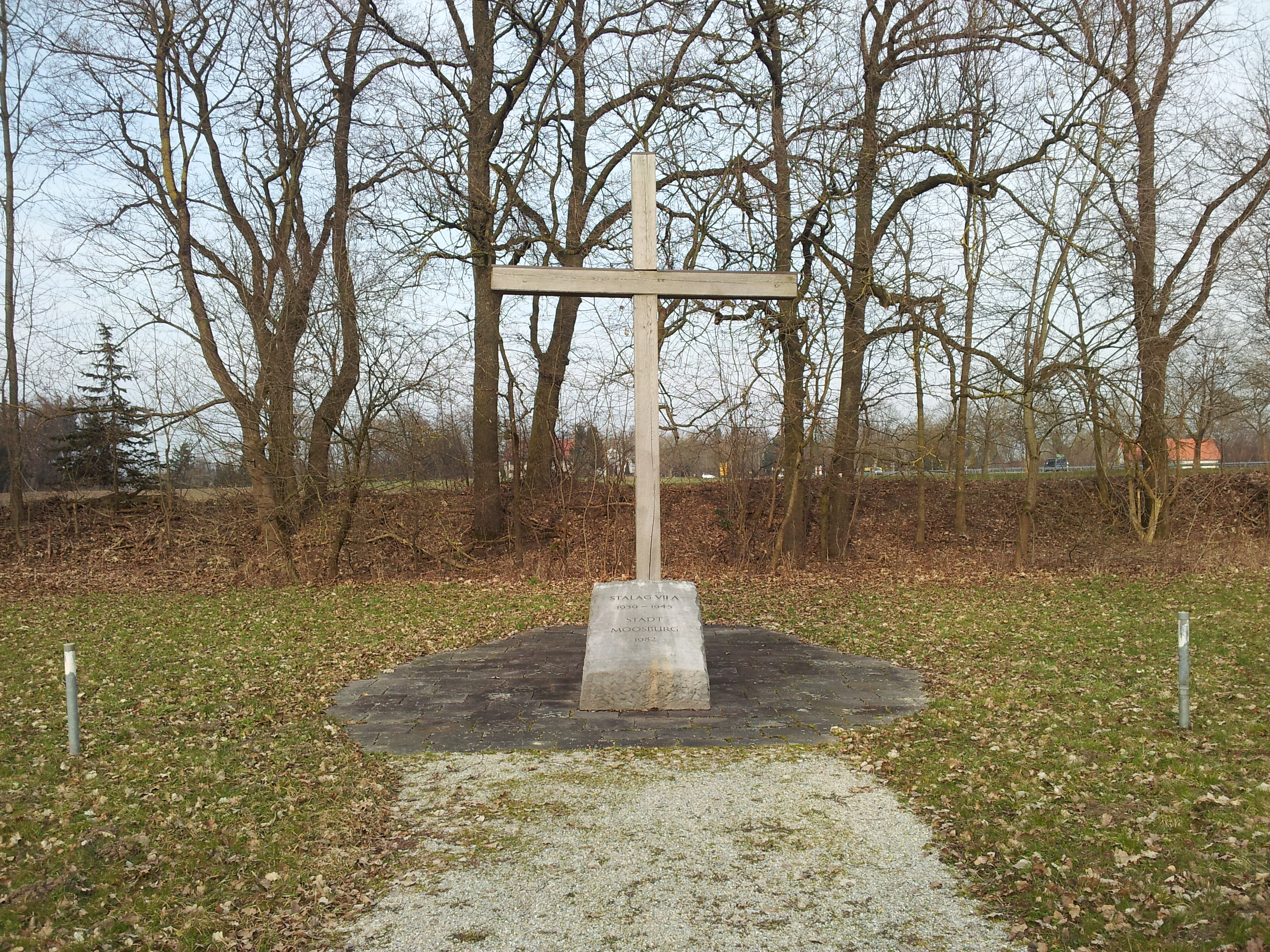
Gedenkkreuz auf dem Friedhof Oberreit

Thonstetten ist ein Ortsteil der Stadt Moosburg an der Isar im Landkreis Freising (Oberbayern).

## Lage
Das Kirchdorf liegt etwa drei Kilometer südwestlich der Stadtmitte von Moosburg.

## Geographie
Der Ortskern liegt zwischen der Staatsstraße 2350 (ehemalige B 11) und der Bahnstrecke München–Regensburg. Nördlich der Bahnstrecke fließt die Amper.

## Geschichte
Erstmals erwähnt wurde der Ort als Tanstettin (Tannen/Waldstätte) im Jahr 830. Mit dem bayerischen Gemeindeedikt von 1818 wurde die politische Gemeinde Thonstetten mit den zugehörigen Orten Grünseiboldsdorf, Oberreit und Moosham errichtet. Am 1. April 1971 wurde die Gemeinde im Rahmen der Gebietsreform in Bayern in die Stadt Moosburg eingemeindet.

## Sehenswürdigkeiten
In der Ortsmitte steht die Filialkirche St. Valentin. Der Altarraum und der Turm der romanischen Kirche wurden im 15. Jahrhundert dem gotischen Baustil angepasst. Die bedeutende Wallfahrt existierte bis in das 19. Jahrhundert. Auf dem Friedhof Oberreit in Oberreit wurden zwischen 1939 und 1945 die Toten des Kriegsgefangenenlagers Stalag VII A bestattet.